# Port lotniczy Lae Nadzab
Port lotniczy Lae Nadzab (IATA: LAE, ICAO: AYNZ) – port lotniczy zlokalizowany w mieście Lae, w prowincji Morobe, w Papui-Nowej Gwinei. Obsługuje połączenia krajowe.